# Jan Kędziora
Jan Kędziora (ur. 10 listopada 1916 w Cieszacinie Małym, zm. 3 stycznia 1998 w Jarosławiu) – polski działacz ruchu ludowego, poseł na Sejm PRL VI i VII kadencji.

## Życiorys
Syn Antoniego i Anny. Uzyskał wykształcenie zasadnicze zawodowe. Działał w Związku Młodzieży Wiejskiej RP Wici. W 1936 przystąpił do Stronnictwa Ludowego. Podczas II wojny światowej walczył w Armii Krajowej i następnie w Batalionach Chłopskich. Po wyzwoleniu organizował we własnej wsi Stronnictwo Ludowe, zostając szefem tej struktury. Był radnym rady narodowej, prezesem koła Zjednoczonego Stronnictwa Ludowego w Szczytnej, a także członkiem Gromadzkiego Komitetu ZSL w Pawłosiowie. Był też przewodniczącym komisji w radach nadzorczych Okręgowej Spółdzielni Mleczarskiej i Powiatowych Związkach Gminnych Spółdzielni „Samopomoc Chłopska”. W 1972 i 1976 uzyskiwał mandat posła na Sejm PRL w okręgu Jarosław i Przemyśl. Zasiadał przez dwie kadencje w Komisji Komunikacji i Łączności, w trakcie VII kadencji ponadto w Komisji Handlu Wewnętrznego, Drobnej Wytwórczości i Usług.

## Odznaczenia
- Medal 30-lecia Polski Ludowej